# Guy Edwards
Guy Richard Goronwy Edwards (1942. december 30. –) brit autóversenyző.

## Pályafutása

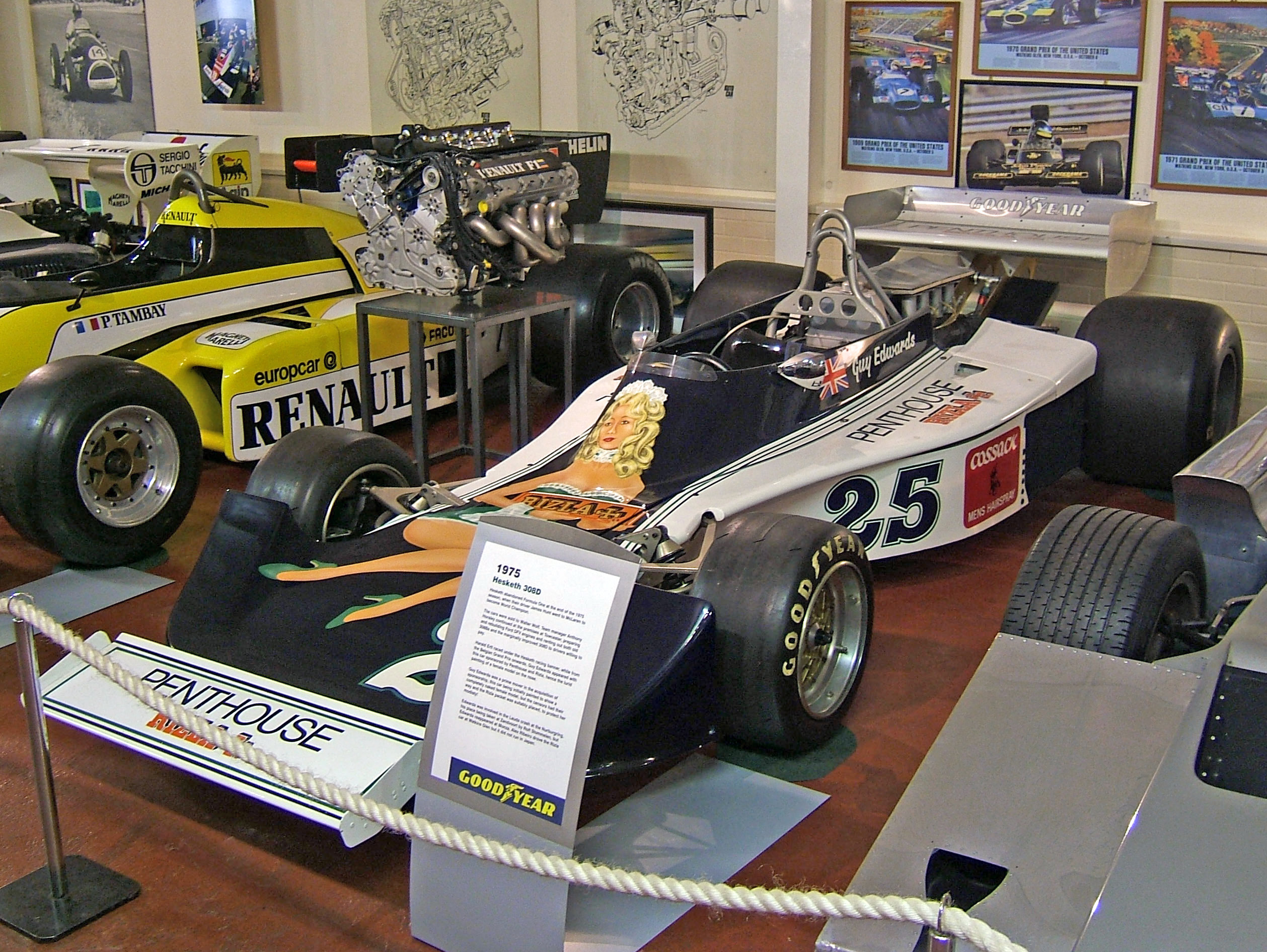
Edwards 1976-ban használt Hesketh 308D-je

1974 és 1977 között a Formula–1-es világbajnokság tizenhét versenyén vett részt. Ebből Guy mindössze tizenegy alkalommal tudta magát kvalifikálni a futamra is. Pontot egy alkalommal sem szerzett a sorozatban, legjobb helyezése az 1974-es svéd nagydíjon elért hetedik pozíció volt.
1976-ban a német nagydíjon, Arturo Merzario, Brett Lunger és Harald Ertl mellett ő is segített a balesetet szenvedett Niki Laudát kiszabadítani égő autójából.
1978 és 1980 között a brit Formula–1-es bajnokságban szerepelt. Ez időszak alatt több futamgyőzelmet szerzett, és rendre a mezőny elejében végzett.
Pályafutása alatt nyolc alkalommal indult a Le Mans-i 24 órás autóversenyen. Az 1985-ös futamon Jo Gartner és David Hobbs váltótársaként a negyedik helyen ért célba.

## Eredményei

### Teljes Formula–1-es eredménylistája
(Táblázat értelmezése)

(Félkövér: pole-pozícióból indult; dőlt: leggyorsabb kört futott) 

| Év   | Csapat                     | Modell       | Motor   | 1      | 2      | 3   | 4      | 5      | 6     | 7     | 8      | 9      | 10     | 11     | 12  | 13     | 14     | 15  | 16  | 17  | Helyezés | Pont |
| ---- | -------------------------- | ------------ | ------- | ------ | ------ | --- | ------ | ------ | ----- | ----- | ------ | ------ | ------ | ------ | --- | ------ | ------ | --- | --- | --- | -------- | ---- |
| 1974 | Embassy Racing             | Lola T370    | Ford V8 | ARG 11 | BRA Ki | RSA | ESP Nk | BEL 12 | MON 8 | SWE 7 | NED Ki | FRA 15 | GBR Ni | GER Nk | AUT | ITA    | CAN    | USA |     |     | -        | 0    |
| 1976 | Penthouse Rizla Racing     | Hesketh 308D | Ford V8 | BRA    | RSA    | USW | ESP    | BEL Nk | MON   | SWE   | FRA 17 | GBR Ki | GER 15 | AUT    | NED | ITA Ni | CAN 20 | USA | JPN |     | -        | 0    |
| 1977 | Rotary Watches Stanley-BRM | BRM P207     | BRM V12 | ARG    | BRA    | RSA | USW    | ESP    | MON   | BEL   | SWE    | FRA    | GBR Nk | GER    | AUT | NED    | ITA    | USA | CAN | JPN | -        | 0    |

### Le Mans-i 24 órás autóverseny
| Év   | Csapat                        | Autó               | Csapattárs        | Csapattárs     | Helyezés | Kiesés oka |
| ---- | ----------------------------- | ------------------ | ----------------- | -------------- | -------- | ---------- |
| 1977 | Porsche Kremer Racing         | Porsche 935K2      | John Fitzpatrick  | Nick Faure     | Kiesett  | Motorhiba  |
| 1978 | IBEC Racing Developments Ltd. | Ibec-Hesketh 308LM | Ian Grob          |                | Kiesett  |            |
| 1980 | JLP Racing                    | Porsche 935 JLP-2  | John Paul         | John Paul      | 9.       |            |
| 1981 | Team Lola                     | Lola T600          | Emilio de Villota | Juan Férnandez | 15.      |            |
| 1982 | Ultramar Team Lotus           | Lola T610          | Rupert Keegan     | Nick Faure     | Kiesett  |            |
| 1983 | John Fitzpatrick Racing       | Porsche 956        | John Fitzpatrick  | Rupert Keegan  | 5.       |            |
| 1984 | Skoal Bandit Racing Team      | Porsche 962        | Roberto Moreno    | Rupert Keegan  | Kiesett  | Baleset    |
| 1985 | John Fitzpatrick Racing       | Porsche 956C       | David Hobbs       | Jo Gartner     | 4.       |            |

## Külső hivatkozások
- Profilja a grandprix.com honlapon (angolul)
- Profilja a statsf1.com honlapon (angolul)